# Silvia Navarro
Silvia Navarro (Irapuato, Guanajuato, Mexikó 1978. szeptember 14. –) mexikói színésznő.

## Élete és pályafutása
1978. szeptember 14-én született Irapuatóban. Édesapja Luis Navarro.
Elvégezte a Centro de Formación Actoral (CEFAC) iskolát.
1998-ban, 20 évesen debütált a TV Aztecánál a Perla címszereplőjeként. 1999-ben megkapta a Catalina y Sebastián főszerepét Sergio Basáñez mellett. Ezután még három telenovellában játszott együtt Sergioval, a La calle de las novias-ban, az Amikor az enyém leszel-ben, valamint a La heredera-ban. 2008-ban a Televisához szerződött, ahol előbb a Mindörökké szerelem, majd ezután az Időtlen szerelem , 2012-ben A szív parancsa főszereplője lett. 2014-ben megkapta a Szerelem ajándékba főszerepét. 2015-ben bejelentette, hogy első gyermekét várja. 2015.szeptember 7-én megszületett a kisfia, akit Léon-nak hívnak.

## Filmográfia

### Telenovellák
| Év        | Eredeti cím            | Magyar cím             | Szerep                                                       | Magyar hang                              | TV stúdió |
| --------- | ---------------------- | ---------------------- | ------------------------------------------------------------ | ---------------------------------------- | --------- |
| 1998–1999 | Perla                  | Perla, a fekete gyöngy | Perla Altamirano/ 'Julieta Santiago'                         | Ullmann Mónika, Stéfánbodor Mária        | TV Azteca |
| 1999      | Catalina y Sebastián   |                        | Catalina Negrete                                             |                                          | TV Azteca |
| 2000      | La calle de las novias |                        | Aura Sánchez                                                 |                                          | TV Azteca |
| 2001–2002 | Cuando seas mía        | Amikor az enyém leszel | Teresa Suárez 'Paloma' / Elena Olivares / Margot             | Debelka Mária                            | TV Azteca |
| 2002–2003 | La duda                |                        | Victoria Altamirano                                          |                                          | TV Azteca |
| 2004–2005 | La heredera            |                        | María Claudia Madero Grimaldi                                |                                          | TV Azteca |
| 2006–2007 | Montecristo            |                        | Laura Ledezma/ Laura Sáenz/ Laura Lombardo                   |                                          | TV Azteca |
| 2008–2009 | Mañana es para siempre | Mindörökké szerelem    | Fernanda Elizalde Rivera de Juárez                           | Zakariás Éva                             | Televisa  |
| 2010–2011 | Cuando me enamoro      | Időtlen szerelem       | Renata Monterrubio Álvarez de Linares / Regina Gamba Soberón | Törtei Tünde                             | Televisa  |
| 2012      | Amor bravío            | A szív parancsa        | Camila Monterde Santos de Diaz Acosta                        | Götz Anna                                | Televisa  |
| 2014–2015 | Mi corazón es tuyo     | Szerelem ajándékba     | Ana Leal                                                     | Törtei Tünde/Zakariás Éva 101. epizódtól | Televisa  |
| 2016–2017 | La Candidata           |                        | Regina Barcenas                                              |                                          | Televisa  |
| 2017–2018 | Caer en tentación      |                        | Raquel Cohen Nasser de Becker                                |                                          | Televisa  |
| 2021      | La suerte de Loli      |                        | Dolores "Loli" Aguilar Balderas                              |                                          | Telemundo |

### Sorozatok, filmek, színház
| Év   | Cím                                   | Szerep                         | Megjegyzések                  |
| ---- | ------------------------------------- | ------------------------------ | ----------------------------- |
| 2002 | Cara o Cruz                           | Libra                          | Sorozat                       |
| 2002 | Vivir así                             | Laura                          | Sorozat                       |
| 2002 | Robando el rock and roll              |                                | Rövidfilm                     |
| 2005 | Contracorriente                       | La Güera                       | Film                          |
| 2005 | Esperanza                             | Andrea                         | Film                          |
| 2005 | Mar Muerto                            | Maku                           | Színház                       |
| 2005 | El Tenorio cómico                     | Doña Inés                      | Színház                       |
| 2005 | Químicos para el amor                 | Larissa / Julia / Regina       | Színház                       |
| 2006 | Dragones: destino de fuego            | Marina (Hang)                  | Film                          |
| 2007 | Chicas católicas                      | Eva Durazo/Hermana Sacre Coeur | Színház                       |
| 2008 | Amor letra por letra                  | Hannah                         | Film                          |
| 2009 | Todos eran mis hijos                  | Ann Deever                     | Színház                       |
| 2009 | Cabeza de Buda                        | Magdalena                      | Film                          |
| 2009 | Asesino serial                        |                                | Rövidfilm                     |
| 2010 | Te presento a Laura                   | Andrea                         | Film                          |
| 2011 | Sin Cura                              | Elena                          | Színház                       |
| 2011 | Labios Rojos                          | Blanca Caballeros              | Film                          |
| 2013 | Locos de amor                         | May                            | Színház                       |
| 2014 | El Misantropo o el Violento Enamorado | Celimena                       | Színház                       |
| 2014 | La Dictadura Perfecta                 | Lucía Garza                    | Film                          |
| 2015 | Mi Corazon Es Tuyo                    | Ana Leal                       | Színház                       |
| 2016 | Szenilla nyomában                     | Sors                           | Latin spanyol szinkron (hang) |

## Fordítás
- Ez a szócikk részben vagy egészben  a   Silvia Navarro című spanyol Wikipédia-szócikk fordításán alapul.  Az eredeti cikk szerkesztőit annak laptörténete sorolja fel. Ez a jelzés csupán a megfogalmazás eredetét és a szerzői jogokat jelzi, nem szolgál a cikkben szereplő információk forrásmegjelöléseként.